# Нойдёрфель (Реккельвиц)

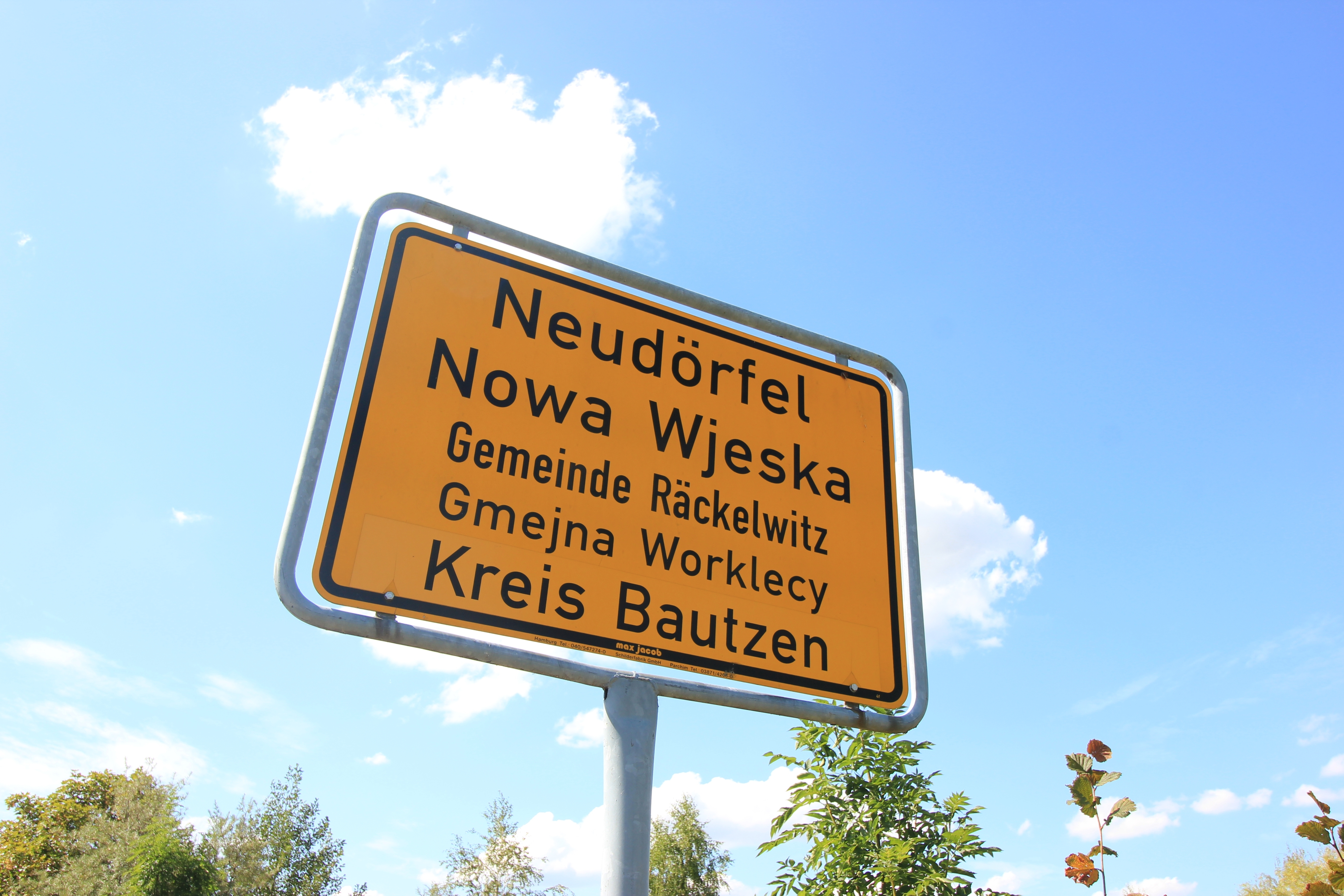
Двуязычный дорожный указатель

Нойдёрфель или Но́ва-Ве́ска (нем. Neudörfel; в.-луж. Nowa Wjeska) — деревня в Верхней Лужице, Германия. Входит в состав коммуны Реккельвиц района Баутцен в земле Саксония. Подчиняется административному округу Дрезден.

## География
Находится в южной части района Лужицких озёр примерно в двадцати километрах на северо-запад от Баутцена и в десяти километрах на восток от Каменца на обоих берегах реки Клостевассер (Клоштерска-Вода). Через деревню проходит местная автомобильная дорога К 9236.
Соседние населённые пункты: на севере — деревня Граньца коммуны Ральбиц-Розенталь и деревня Гаты, на востоке — деревня Горки коммуны Кроствиц, на юге — административный центр коммуны Реккельвиц и на северо-западе — деревня Горни-Гайнк.

## История
Впервые упоминается в 1617 году под наименованием Newdorff.
В настоящее время деревня входит в состав культурно-территориальной автономии «Лужицкая поселенческая область», на территории которой действуют законодательные акты земель Саксонии и Бранденбурга, содействующие сохранению лужицких языков и культуры лужичан.
Исторические немецкие наименования.
- Newdorff, 1617
- Neudorff, 1721
- Neudörfel, 1768
- Neudörfel bei Räckelwitz, 1836
- Neudörfel bei Kamenz, 1875

## Население
Официальным языком в населённом пункте, помимо немецкого, является также верхнелужицкий язык.
| 1834 | 1871 | 1890 | 2004 | 2010 | 2015 | 2018 |
| ---- | ---- | ---- | ---- | ---- | ---- | ---- |
| 126  | 139  | 132  | 174  | 170  | 164  | 169  |